# Capulica pulla
Capulica pulla är en insektsart som beskrevs av Bolívar, I. 1918. Capulica pulla ingår i släktet Capulica och familjen gräshoppor. Inga underarter finns listade i Catalogue of Life.